# Terrier brasileiro
Il Terrier brazileiro, comunemente chiamato Fox Paulistinha, è una razza canina creata in Brasile riconosciuta dalla FCI (Standard N. 341, Gruppo 3, Sezione 1). 
Molto probabilmente è un terrier che discende dall'incrocio tra la razza Fox Terrier con altre razze di piccole dimensioni.
Alcuni esemplari possono nascere anuri o brachiuri.